# Pele robótica
A pele robótica é um tipo de sensor exteroceptivo: qualquer um dos sensores que podem fornecer movimento mecânico e os dados do sensor necessários para controlar esse movimento e/ou sensores táteis para interfaces hápticas, manipulação robótica e interação físico humano-robô.
A pele robótica pode ser feita de um material flexível e elástico que permite sua instalação na superfície externa do manipulador. A vantagem de tais sensores táteis é permitir a interação física com todas as partes do robô, ao contrário de um sensor de força / torque padrão. As peles robóticas são capazes de detectar e processar vibrações que podem fornecer uma modalidade de detecção adicional para aplicações robóticas. A detecção de vibrações, como sinais de alta largura de banda, fornece desafios de engenharia.
A pele robótica também pode dobrar, esticar e contrair para envolver objetos inanimados como bichos de pelúcia, tubos de espuma ou balões para criar robôs flexíveis e leves .